# Woiwodschap Opole
De woiwodschap Opole (Pools: Województwo opolskie [uitspraak: [vɔjɛˈvut͡stfɔ ɔˈpɔlskʲɛ], ong. vojevoetstfo oppolskië]) is een Pools woiwodschap. De naam komt overeen met die van de grootste stad, Opole, tevens provinciehoofdstad.

## Demografie
De woiwodschap Opole telt 993.036 inwoners (eind 2016). Daarmee is het de kleinste woiwodschap qua inwoners. In 2016 werden er 8634 kinderen geboren, terwijl er 10006 mensen stierven. De natuurlijke bevolkingsgroei is negatief en bedroeg minus 1372 mensen. Verder was de migratiesaldo negatief en bedroeg minus 1370 mensen. De bevolking van de woiwodschap nam dus af met 2742 mensen, ofwel met -0,28%. Het geboortecijfer is een van de laagste in Polen en bedroeg in 2016 zo’n 8,7‰. Het sterftecijfer was gelijk aan het Poolse gemiddelde en bedroeg 10,1‰. Net als alle woiwodschappen werden er relatief gezien meer kinderen op het platteland geboren, namelijk 8,9 per duizend inwoners tegen 8,5 per duizend inwoners in steden. Het sterftecijfer bedroeg 10,2‰ op het platteland en 10,0‰ in steden. De natuurlijke bevolkingsgroei bedroeg -1,4‰ in de woiwodschap (-1,5‰ in steden en -1,3‰ op het platteland).

## Geschiedenis
De woiwodschap werd in zijn huidige vorm op 1 januari 1999 opgericht uit de oude woiwodschap Opole en delen van de woiwodschap Częstochowa. De voormalige woiwodschap Opole werd in 1950 geschapen uit de woiwodschap Katowice; in 1975 werd de omvang van het grondgebied aangepast. Ondanks de verdrijving van Duitsers na de Tweede Wereldoorlog, bestaat in de woiwodschap Opole (Duits: Oppeln) een grote Duitstalige minderheid, alsook een „Silezische” minderheid.

## Geografie
De woiwodschap Opole grenst in het westen aan de woiwodschap Neder-Silezië, in het noorden aan de woiwodschappen Groot-Polen en Łódź, in het oosten aan Silezië en in het zuiden aan Tsjechië.

## Grootste steden
(cijfers bevolking 2004)
- Opole – 127.602
- Kędzierzyn-Koźle – 65.414
- Nysa – 47.333
- Brzeg – 38.163
- Kluczbork – 25.793
- Prudnik – 23.078
- Strzelce Opolskie – 19.976
- Krapkowice – 18.072

## Andere plaatsen in Opole
- Dolna
- Kadłubiec
- Krasowa
- Zimna Wódka

Stadsdistrict:
Opole

Districten:
Brzeg · Głubczyce · Kędzierzyn-Koźle · Kluczbork · Krapkowice · Namysłów · Nysa · Olesno · Opole · Prudnik · Strzelce
Ermland-Mazurië · Groot-Polen· Heilig Kruis · Klein-Polen · Koejavië-Pommeren · Łódź · Lublin · Lubusz · Mazovië · Neder-Silezië · Opole · Podlachië · Pommeren · Silezië · Subkarpaten · West-Pommeren